# Sigfrid Siwertz

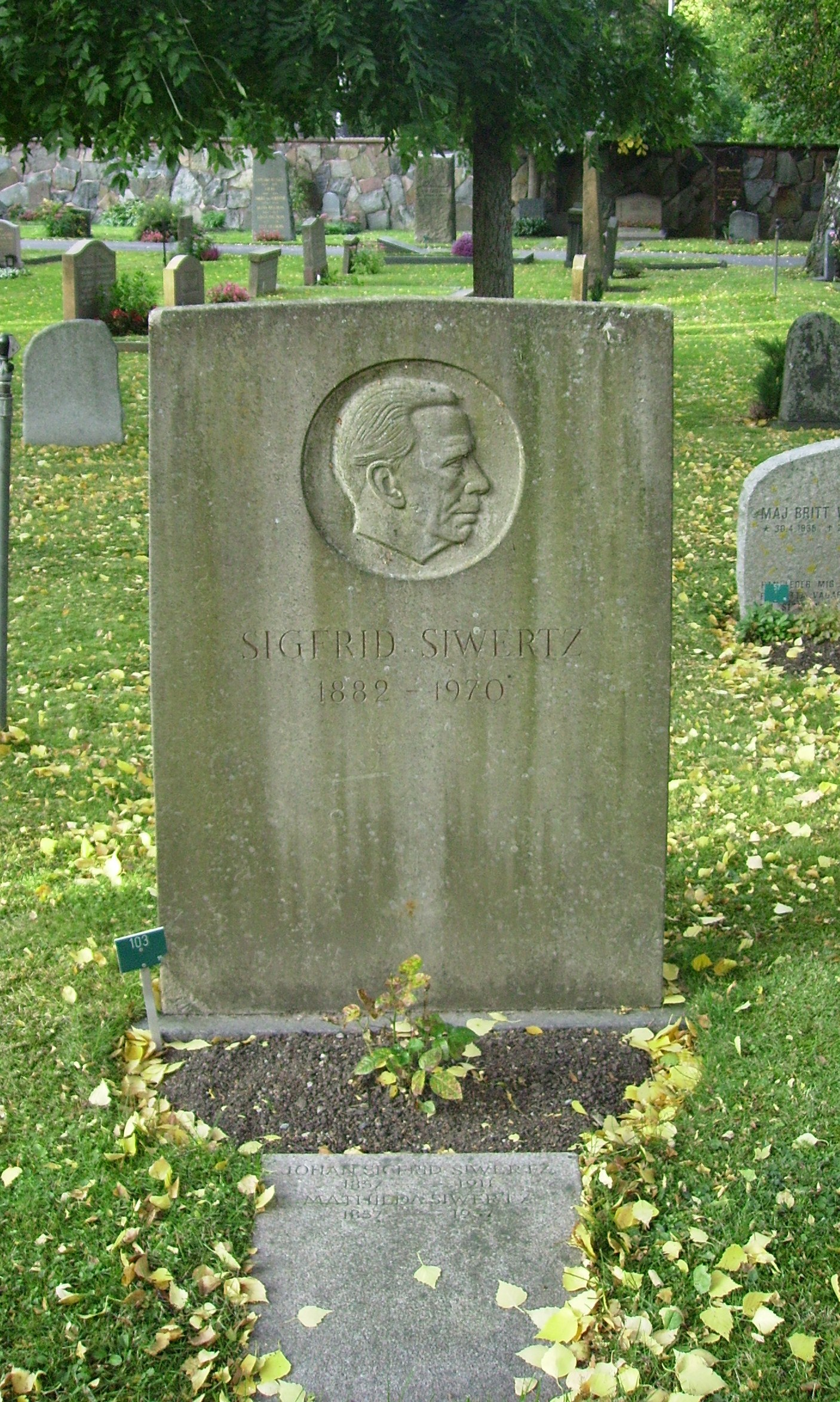
Sigfrid Siwertz gravvård på Solna kyrkogård.

Per Sigfrid Siwertz, född 24 januari 1882 i Stockholm, död 26 november 1970 i Stockholm, var en svensk författare, poet och ledamot av Svenska Akademien 1932–1970, stol 4. Han var gift med Margit Siwertz, född Strömberg.

## Biografi
Sigfrid Siwertz studerade till en fil kand vid Uppsala universitet, där han blev vän med, bland andra, sedermera borgarrådet Yngve Larsson och umgicks med medlemmarna i Les quatre diables. Han fortsatte därefter sina studier i Paris. Där tog han starka intryck från andra författare som i Henri Bergsons anda hade sökt sig till ett mer viljeinriktat skrivsätt. Frihet, mod och egen vilja sattes högt i detsamma, vilket gjorde Siwertz skrivande omfattande och rikt. 1925-1926 hade den gifte Siwertz en kärleksaffär med Elin Wägner, som senare blev hans kollega i Svenska Akademien.
Siwertz bodde under en period i Sjöfartshuset på Skeppsbron i Stockholm. Fastigheten ägdes från 1902 av förläggaren Karl Otto Bonnier, som upplät delar av den till Svenska författarförbundet.
I Statens porträttsamling på Gripsholms slott återfinns en teckning föreställande Siwertz utförd av Bo Beskow.

## Verk
Kända böcker är Selambs från 1920, en familjeroman om fem hyperegoistiska syskon besatta av penninghunger (tv-serie 1979), och Mälarpirater från 1911, ett pojkboksäventyr där tre pojkar stjäl en segelbåt och ger sig ut på Mälaren (berättelsen har filmats tre gånger). 
Siwertz skrev även lyrik, skådespel och reseskildringar. Uppvuxen i en vardaglig affärsmiljö dröjde han gärna vid det kapitalistiska begärets baksidor. Inom dåtidens konservativa opinion fanns inte sällan en avvisande hållning mot amerikansk kapitalism och kommersialism.
Jonas och draken från 1928 återutgavs av Timbro 1998. PJ Anders Linder menar i förordet att ”Jonas och draken är idéförfattaren Siwertz centrala verk” och att bokens skildring av mediesamhället har stor aktualitet än i dag: ”utbrändheten, ekorrhjulet, kravet att leva i flödet, att hålla sig à jour med tusen och en sak och att ständigt prestera”.

### Skönlitteratur
- Prolog till "Elfte budet" vid Stockholms nations teaterföreställning för de nödlidande i Norrland å Upsala teater lördagen d. 8 nov. 1902. Upsala. 1902. Libris 3052047
- Gatans drömmar : dikter. Stockholm: Albert Bonniers förlag. 1905. Libris 1728405. https://litteraturbanken.se/f%C3%B6rfattare/SiwertzS/titlar/GatansDr%C3%B6mmar/sida/3/etext?om-boken
- Margot med flera berättelser. Stockholm: Bonnier. 1906. Libris 1617396
- Den unga lönnen. Stockholm: Bonnier. 1906. Libris 1617395
- Cirkeln : berättelser. Stockholm: Bonnier. 1907. Libris 1617394
- Indiansommar : teater. Stockholm: Bonnier. 1908. Libris 444618
- De gamla : noveller. Stockholm: Bonnier. 1909. Libris 444247
- Hamn och haf : valda noveller. Stockholm: Bonnier. 1911. Libris 444278 (novellen "Drömmen om barnet" filmatiserad 1932 som Svarta rosor)
- Mälarpirater. Stockholm: Bonnier. 1911. Libris 1639341 (filmatiserad flera gånger, se Mälarpirater (film, 1923), Mälarpirater (film, 1959) och Mälarpirater (film, 1987))
- Visdomständerna : skådespel i fem akter. Stockholm: Bonnier. 1911. Libris 445527
- Ämbetsmän på äfventyr. Stockholm: Bonnier. 1912. Libris 1639342
- En strid på Defvensö : skådespel i fyra akter. Stockholm: Bonnier. 1913. Libris 445090
- En flanör. Stockholm: Bonnier. 1914. Libris 31194
- De stora barnen. Stockholm: Bonnier. 1915. Libris 1639340
- Eldens återsken. Stockholm: Bonnier. 1916. Libris 31210
- Lördagskvällar / vignetter av Torsten Schonberg. Stockholm: Bonnier. 1917. Libris 444566
- Noveller. Stockholm: Bonnier. 1918. Libris 2233714
- Storm i vattenglas : komedi i tre akter. Stockholm: Bonnier. 1918. Libris 445087
- Vindros. Stockholm: Bonnier. 1919. Libris 32696
- Dikter. Stockholm: Bonnier. 1920. Libris 28189
- Selambs. 1-2. Stockholm: Bonnier. Libris 445049 (dramatiserad som TV-serie för SVT 1979)
- Ställverket. Stockholm: Bonnier. 1921. Libris 445508
- En handfull dun : novelletter. Stockholm: Bonnier. 1922. Libris 444624
- Hem från Babylon : [roman]. Stockholm: Bonnier. 1923. Libris 444622 (filmatiserad 1941, se Hem från Babylon)
- Taklagsölet : festspel vid invigningen av Stockholms stadshus den 23 juni 1923. Stockholm: Bonnier. 1923. Libris 37421
- Vattenvärlden : noveller / med illustrationer av Bertil Lybeck. Stockholm: Bonnier. 1925. Libris 1481798
- Det stora varuhuset. Stockholm: Bonnier. 1926. Libris 3269458
- Mälarberättelser. De nya berättarna  : ur Sveriges litteratur 1900-1925 / red. av Fredrik Böök. Stockholm: Bonnier. 1927. Libris 1341231 - Innehåller Mälarpirater samt novellen Mälarbröderna ur samlingen De gamla.
- Jonas och draken : roman. Stockholm: Bonnier. 1928. Libris 444504
- Reskamraterna : noveller. Stockholm: Bonnier. 1929. Libris 31092
- Ekotemplet : dikter. Stockholm: Bonnier. 1930. Libris 27482
- Det stora bygget : festspel vid Stockholmsutställningen 1930. Stockholm: Bonnier. 1930. Libris 672143
- Trions bröllop : komedi i tre akter. Stockholm: Bonnier. 1930. Libris 445518
- Jag har varit en tjuv : komedi i fyra akter. Stockholm: Bonnier. 1931. Libris 444576
- Saltsjöpirater. Stockholm: Bonnier. 1931. Libris 445030
- Änkleken och andra berättelser. Vårt hems nordiska bibliotek. Stockholm: Vårt hem. 1931. Libris 382530. https://litteraturbanken.se/f%C3%B6rfattare/SiwertzS/titlar/%C3%84nkleken/sida/5/etext?om-boken
- Lågan : roman. Stockholm: Bonnier. 1932. Libris 1367672
- Två tidsdramer. Stockholm: Bonnier. 1933. Libris 445524. https://litteraturbanken.se/f%C3%B6rfattare/SiwertzS/titlar/Tv%C3%A5Tidsdramer/sida/1/etext?om-boken
- Sista äventyret : tre noveller. Stockholm: Bonnier. 1935. Libris 1367676
- Jorden min hobby. Stockholm Bonnier. 1937. Libris 1376354
- Minnas : dikter. Stockholm: Bonnier. 1937. Libris 444501
- Skönhet : komedi i fyra akter. Svenska teatern, 99-1250025-3 ; 434. Stockholm. 1937. Libris 1379708
- Spel på havet : drama i fyra akter. Stockholm: Bonnier. 1938. Libris 445080
- Ett brott : pjäs i sex scener / radiobearbetning: Alf Sjöberg. Radiotjänsts teaterbibliotek, 99-0529631-X ; 32. Stockholm. 1938. Libris 1375289 (filmatiserad 1940, se Ett brott)
- Jag fattig syndig : noveller. Stockholm: Bonnier. 1939. Libris 444599 (novellen "Enhörningen" filmatiserad 1955, se Enhörningen
- Medelålders herre : komedi i tre akterMedelålders herre : komedi i tre akter. Stockholm: Bonnier. 1940. Libris 444555
- Mer än skuggor. Stockholm: Bonnier. 1940. Libris 27481
- Brutus : skådespel i sex akter. Stockholm: Bonnier. 1942. Libris 445913
- Sex fribiljetter. Stockholm: Bonnier. 1943. Libris 31209
- Medelålders herre : komedi i tre akterMedelålders herre : komedi i tre akter. Stockholm: Bonnier. 1940. Libris 444555
- Renässanssängen : radiokomedi. Radiotjänsts teaterbibliotek, 99-0529631-X ; 60. Stockholm: Radiotjänst. 1944. Libris 1412539
- Djami och vattenandarna : radiopjäs. Radiotjänsts teaterbibliotek, 99-0529631-X ; 63. Stockholm: Radiotjänst. 1945. Libris 1412542
- Förtroenden. Stockholm: Bonnier. 1945. Libris 27480
- Lilla fru Alibi : radiokomedi. Radiotjänsts teaterbibliotek, 99-0529631-X ; 62. Stockholm: Radiotjänst. 1945. Libris 1412541
- Klas och Bob / med fjorton teckningar av Bertil Lybeck. [Bokvännens julbok ; 1947] 99-1640459-3 1947. Stockholm: Sällsk. Bokvännerna. 1947. Libris 1427080
- Spegeln med amorinerna. Stockholm: Bonnier. Libris 31208
- Att vara ung : minnen. Stockholm: Bonniers. 1949. Libris 11847
- Slottsfinal : [roman]. Stockholm: Bonnier. 1950. Libris 8198182
- Glasberget : roman. Stockholm: Bonnier. 1952. Libris 124549 (filmatiserad 1953, se Glasberget)
- Pagoden : roman. Stockholm: Bonnier. 1954. Libris 12452
- Liten herre i grå kostym : [novell]. Stockholm: Bokklubben Svalan. 1955. Libris 1447438 (särskilt utgiven för Bokklubben Svalans medlemmar; senare återanvänd som inledningskapitel i Trådar i en väv)
- Den goda trätan : [essäer och tal]. Stockholm: Bonniers. 1956. Libris 444507
- Trådar i en väv : novellroman. Stockholm: Bonnier. 1957. Libris 12436
- Fåfäng gå ... : minnen, vandringar, utkast. Stockholm: Bonnier. 1959. Libris 444264
- Det skedde i Liechtenstein : roman. Stockholm: Bonnier. 1961. Libris 305153
- Minnets kapriser : noveller. Stockholm: Bonnier. 1963. Libris 444985
- Andromeda tur och retur : roman. Stockholm: Bonnier. 1964. Libris 444281
- Trappan och Eurydike : en novellcykel. Stockholm: Bonnier. 1966. Libris 23160
- Episodernas hus : roman. Stockholm: Bonnier. 1968. Libris 23156

### Varia
- Lata latituder. Stockholm: Bonnier. 1924. Libris 1481793
- En färd till Abessinien. Stockholm: Bonnier. 1926. Libris 639676. https://litteraturbanken.se/f%C3%B6rfattare/SiwertzS/titlar/EnF%C3%A4rdTillAbessinien/sida/5/faksimil?om-boken
- Minne av Tor Hedberg : inträdestal i Svenska akademien ... Svenska akademiens handlingar. Ifrån år 1886, D. 43, 1932. Stockholm: Norstedt. 1933. Libris 3686514
- Jorden min hobby. Stockholm. 1936. Libris 3052044
- Minne av Jacob Wallenberg. Stockholm: Norstedt. 1938. Libris 3686519. https://litteraturbanken.se/f%C3%B6rfattare/SiwertzS/titlar/MinneAvJacobWallenberg/sida/3/faksimil?om-boken
- Det stora bullret : essayer. Stockholm: Albert Bonniers förlag. 1938. Libris 31150
- Adolf Törneros : försök till ett porträtt. Svenska akademiens minnesteckningar, 0346-6361. Stockholm: Norstedt. 1961. Libris 876834
- Nils Personne. Svenska akademiens minnesteckningar, 0346-6361. Stockholm: Norstedt. 1967. Libris 7967

### Samlade upplagor och urval
- Samlade dikter. Vår tids lyrik, 99-0158080-3. Stockholm: Bonnier. 1944. Libris 12480
- Enhörningen och andra noveller. Bokklubben Svalan. Stockholm: Bonnier. 1958. Libris 1924650 - Innehåll: "Enhörningen", "Slottstappning" och "Änkleken" (tidigare publicerade i Änkleken och andra berättelser respektive Jag fattig syndig).
- Korsade spår : prosa från trettio år. Stockholm: Bonnier. 1958. Libris 1923246 - Innehåll: Jorden min hobby (urval) ; Det stora varuhuset ; Kortare berättelser.

### Redaktör
- All världens berättare : en episk bukett. 1-2 / sammanställd av Sigfrid Siwertz och Karl Johan Rådström. Stockholm. 1942-1948. Libris 154490 - Ny omarbetad upplaga utkom 1962.
- All världens kärlek : [prosa] / sammanställd av Sigfrid Siwertz. Stockholm: Bonnier. 1951. Libris 1447436
- All världens självporträtt : en antologi / sammanställd av Sigfrid Siwertz. Stockholm: Bonnier. 1946. Libris 1427077
- All världens äventyr : i ett urval / av Sigfrid Siwertz, [utgivare]. Stockholm: Bonnier. 1944. Libris 1427078

## Priser och utmärkelser
- De Nios stora pris 1927
- Bellmanpriset 1946
- Hedersdoktor vid Stockholms universitet 1947 [2]